# Аспектология
Аспектоло́гия (лат. aspectus — вид и др.-греч. λόγος — учение) — раздел морфологии, изучающий виды (аспекты) глагола. Аспектуальные (видовые) значения по-разному выражены в различных языках. Так, например, в русском языке имеется категория совершенного и несовершенного видов. Глаголы со значением «ограниченное пределом действие» называются глаголами совершенного вида (дать, решить, сделать, прочитать, простоять), а глаголы со значением «неограниченное пределом действие» являются глаголами несовершенного вида (давать, решать, делать, читать, стоять). Функционально-семантическое поле аспектуальности включает в себя множество компонентов: грамматическая категория вида, видовые образования с неполной грамматикализацией, видовые элементы форм с видовременным значением, оппозиция предельных/непредельных глаголов и глагольных значений и др..
В башкирском языке отсутствует категория вида как грамматическая категория, то есть глаголы одного и того же лексического значения не подразделяются на виды по признаку совершенности и несовершенности действия. Один и тот же глагол может передавать значение как совершенного, так и несовершенного вида (алыу «брать, взять», барыу «идти, пойти», «выходить, выйти»). Видовая характеристика глаголов башкирского языка связана с другой категорией — способами действия, в основе которого лежит признак характер протекания действия. Категория характера протекания и способов действия выражается тремя способами:
1. вспомогательными глаголами и глаголами в функции служебных глаголов (kарап алыу «взглянуть», «замерзнуть»);
2. аффиксами («прихаживай», ykы-штыр «почитывай»);
3. редупликацией отдельных глагольных форм (уkый-уkый килдем, kысkырып-kысkырып и т. д.).

Формы способов действия выражают самые различные значения: завершенность действия (уkып), длительное и постоянное действие (кусеп, килеп), однократное действие (kуйыу), начало действия (башлау), неожиданное действие (килеп), нарастание действия (барыу) и т. д.